# 湯山町 (高浜市)
湯山町（ゆやまちょう）は、愛知県高浜市の地名。現行行政地名は湯山町1丁目から湯山町8丁目。

## 地理
高浜市中央部に位置する。東は神明町、西は沢渡町、南は本郷町、北は呉竹町に接する。

## 歴史

### 沿革
- 1988年（昭和63年） - 高浜市高浜町・高取町の各一部により、同市湯山町1・4・7・8丁目として成立[1]。

## 世帯数と人口
2019年（令和元年）6月1日現在の世帯数と人口は以下の通りである。
| 町丁   | 世帯数    | 人口    |
| ------ | --------- | ------- |
| 湯山町 | 2,177世帯 | 4,897人 |

### 人口の変遷
国勢調査による人口の推移
| 1995年（平成7年）  | 3,881人 | [ 7 ]  |  |
| 2000年（平成12年） | 3,800人 | [ 8 ]  |  |
| 2005年（平成17年） | 4,266人 | [ 9 ]  |  |
| 2010年（平成22年） | 4,462人 | [ 10 ] |  |
| 2015年（平成27年） | 4,633人 | [ 11 ] |  |

## 学区
市立小・中学校に通う場合、学区は以下の通りとなる。また、公立高等学校に通う場合の学区は以下の通りとなる。
| 番・番地等 | 小学校           | 中学校             | 高等学校             |
| ---------- | ---------------- | ------------------ | -------------------- |
| 全域       | 高浜市立翼小学校 | 高浜市立高浜中学校 | 三河学区（特例地域） |

## 交通
- 国道419号

## 施設

### 4丁目
- 愛知県営葭池住宅[6]
- よしいけ保育園[6]
- 雇用促進高取宿舎[6]
- 市営住宅[6]

### 6丁目
- 高浜豊田病院

### 7丁目
- 高浜市立高浜中学校[6]

### 8丁目
- 雇用促進湯山宿舎[6]

## その他

### 日本郵便
- 郵便番号 : 444-1332[4]（集配局：高浜郵便局[14]）。